# اچ‌ام‌ای‌اس شیئن (اس‌اس‌جی ۷۷)
اچ‌ام‌ای‌اس شیئن (اس‌اس‌جی ۷۷) (به انگلیسی: HMAS Sheean (SSG 77)) یک زیردریایی است که طول آن ۷۷٫۴۲ متر (۲۵۴٫۰ فوت) می‌باشد. این زیردریایی در سال ۱۹۹۹ ساخته شد.